# Кастелацо Бормида
Кастелацо Бормида (итал. Castellazzo Bormida) је насеље у Италији у округу Алесандрија, региону Пијемонт.
Према процени из 2011. у насељу је живело 4073 становника. Насеље се налази на надморској висини од 107 м.

## Становништво
| 1936. | 1951. | 1961. | 1971. | 1981. | 1991. | 2001. | 2011. |
| ----- | ----- | ----- | ----- | ----- | ----- | ----- | ----- |
| 5.446 | 5.547 | 5.566 | 5.156 | 4.678 | 4.254 | 4.268 | 4.566 |